# رامون موراليس
رامون موراليس هيغويرا (بالإسبانية: Ramón Morales) (مواليد 10 أكتوبر 1975 في لابيداد) لاعب كرة قدم مكسيكي دولي يجيد اللعب في خط الوسط . يلعب حاليا لصالح نادي إستوديانتيس تيكوس المكسيكي من سنة 2010 .

## روابط خارجية
- رامون موراليس على موقع الاتحاد الدولي (مؤرشف)  (الإنجليزية)
- رامون موراليس على موقع قاعدة بيانات كرة القدم.إي يو (الإنجليزية)
- رامون موراليس على موقع ناشيونال فوتبول تيمز (الإنجليزية)